# Цигулка
 Тази статия е за музикалния инструмент.  За тиквите цигулки вижте Мускатна тиква.  
Цигулката е музикален инструмент от групата на струнните лъкови инструменти, обикновено с четири струни, настроени на квинта. Тя е най-малкият инструмент от групата на цигулковите инструменти, в която влизат още виолата и виолончелото (понякога към нея е причисляван и контрабасът).
Цигулката, макар че има по-древен произход, придобива в общи линии днешния си вид в Италия през XVI век, като някои допълнителни промени са направени през XVIII век. Цигуларите и колекционерите особено ценят инструментите, създадени от XVI до XVIII век от Гаспаро да Сало, Джовани Паоло Маджини, Джузепе Гуарнери и фамилиите Страдивари, и Амати в Бреша и Кремона, както и тези на австриеца Якоб Щайнер.
Звукът се извлича от цигулката чрез прокарване на лък по една или повече струни (които могат да бъдат притискани с пръстите на другата ръка, за да се получи пълен набор от тонове), чрез дърпане на струните или чрез различни други техники. Цигулката се използва в различни музикални жанрове, като барокова и класическа музика, джаз, фолк и рокендрол.

## Устройство
Цигулката се състои от резонаторна кутия (корпус), шийка с гриф, охлюв с ключове, столче (магаренце), струнник, „душичка“ и четири струни; лъкът ѝ е дълъг 75 см. От класическите инструменти цигулката е единственият, който има българско наименование.
- Корпусът е с форма на две извити навън стремена (горно и долно) и едно извито навътре (средно). Той се състои от заоблена долна дъска (изработена предимно от явор), също така заоблена горна дъска (смърч или червена ела) с два f-образни звукови отвора и вертикални странични дъски или царги (явор). От значение за резонаторната способност са жилките на дървото, ето защо горната дъска се изработва от надлъжния разрез на ствола, а долната – от сегмент на напречния разрез на ствола. За по-добра акустика дървото трябва да е добре изсушено (общото тегло на цигулката е ок. 400 грама) Горната и долната дъски имат жлебове с кантове и издаден ръб поради по-голямото налягане.
- Грифът е дървена пластина от абанос. Чрез притискането на струните към нея се определя височината на тона.
- Струните в миналото са били изработвани от биологични материали, предимно животински черва. Днес се използват по-често полиетиленови (перлонови) или метални струни.
- Сам по себе си лъкът, чиято тетива се изработва от косми на конска опашка или полиетиленови влакна, не е част от цигулката, но е изключително важен за звукоизвличането.

Майсторите, изработващи цигулки, се наричат лютиери.
Цигулката има диапазон от „сол“ на малка октава до „до“ на четвърта октава. Музиката, писана за този инструмент, се нотира на цигулков ключ (ключ сол).

## Звукоизвличане
- Основният начин на звукоизвличане е чрез притискане с пръстите лявата ръка на съответната струна към грифа, като междувременно тя се заставя да вибрира от движението на лъка (той се води от дясната ръка). Трябва да се отбележи, че нерядко лъкът заставя да вибрират повече от една струна.
- Възможен е и вариант, при който струната не се притиска към грифа, а само се докосва. В този случай вибрират и двете части на струната, тези от двете места на докосването. Звуковият ефект напомня изпълнение на духов инструмент и заради това се нарича „флажолет“.
- Звукоизвличането, при което струната се заставя да вибрира не посредством лъка, а чрез издърпване на струната с пръсти, както при китарата, се нарича „пицикато“.

Характерни за цигулките са специфични акорди, наречени грифове, които имат интервали по-големи отколкото на нормалния акорд.

## История
При най-древните известни струнни инструменти, като гръцката лира, звуците се извличат чрез дърпане на струните. Предполага се, че лъковите инструменти се появяват сред конните култури на Централна Азия, като първите им варианти вероятно наподобяват използваните и днес казахски кобиз и монголски морин хуур. Предполага се, че тези инструменти с времето се разпространяват към Китай, Индия, Източната Римска империя и Близкия изток, където стават основа съответно на инструменти като арху, есрадж, византийска лира и ребаб.
Съвременната европейска цигулка се появява в началото на XVI век в Северна Италия. Тя се развива въз основа на лъкови струнни инструменти, използвани в Близкия изток и Източната Римска империя. Най-вероятно устройството на първите цигулки е заимствано от три широко използвани дотогава инструмента: ребек (базиран от своя страна на византийската лира и арабския ребаб), виел и лира да брачо. Едно от най-ранните описания на цигулката, включително на нейното настройване, е от книгата „Epitome musical...“ на Филибер Жамб дьо Фер, издадена през 1556 година в Лион. По това време инструментът вече е започнал да се разпространява из Европа.
Цигулката бързо придобива голяма популярност както сред уличните музиканти, така и сред аристокрацията, като още през 1560 година френският крал Шарл IX поръчва на Андреа Амати 24 цигулки. Най-старата запазена до днес цигулка е от този комплект и е известна като Шарл IX.
Най-известните лютиери (майстори на цигулки) между XVI и XVIII век са:
- Школата от Бреша, започнала още в края на XIV век с лири, виолети, виоли и произвеждала и цигулки през първата половина на XVI век
- Фамилията Дала Корна, работили през 1510 – 1560 година в Бреша и Венеция
- Фамилията Микели, работили през 1530 – 1615 година в Бреша
- Фамилията Инверарди, работили през 1550 – 1580 година в Бреша
- Фамилията Бертолоти, включително Гаспаро да Сало, работили през 1530 – 1615 година в Сало и Бреша
- Джовани Паоло Маджини, работил през 1600 – 1630 година в Бреша
- Школата от Кремона, започнали в началото на XVI век с виоли и започнали да правят цигулки през втората половина на века
- Фамилията Амати, работили през 1500 – 1740 година в Кремона
- Фамилията Гуарнери, работили през 1626 – 1744 година в Кремона
- Фамилията Страдивари, работили през 1644 – 1737 година в Кремона

Значителни промени в устройството на цигулката настъпват през XVIII век, най-вече в дължината и ъгъла на грифа. Повечето стари инструменти са претърпели тези изменения и се различават от вида, в който са първоначално произведени. Въпреки това тези инструменти в настоящия си вид служат за стандарт за звука на цигулките и съвременните производители се опитват да се доближат до тяхното звучене.
От самото си начало цигулката се използва като част от камерен или по-голям инструментален състав (оркестър), както и като солов инструмент. Към XVIII век вече се оформят основните музикални форми – соловата соната и цигулковият концерт. Често цигулката се използва напълно самостоятелно, например „Партитите“ на Йохан Себастиан Бах, „Капричиите“ на Николо Паганини и други. Цигулката е основен инструмент в симфоничния оркестър и камерните състави, като квартети и квинтети.
В наши дни инструментите от Златния век на лютиерството, особено тези, създадени от Страдивари и Гуарнери, са сред най-търсените от колекционери и изпълнители. Към 2010 година най-високата цена на цигулка е 3 554 000 долара, платени през 2006 година за произведен през 1707 година инструмент на Страдивари.

## Композитори
В хронологичен ред са дадени някои от авторите, създали знаменити произведения за цигулка. Някои от тях самите са виртуозни цигулари.
- Джузепе Тартини
- Антонио Вивалди
- Йохан Себастиан Бах
- Волфганг Амадеус Моцарт
- Йоханес Брамс
- Николо Паганини
- Хенрик Виенявски
- Ян Сибелиус
- Пабло Сарасате
- Фриц Крайслер
- Кшищоф Пендерецки

## Изпълнители
- Йехуди Менухин
- Исак Щерн
- Леонид Коган
- Давид Ойстрах
- Ицхак Пърлман
- Хенрик Шеринг
- Руджеро Ричи
- Андрей Корсаков
- Найджъл Кенеди
- Яша Хайфец
- Емил Камиларов
- Минчо Минчев
- Стойка Миланова
- Марио Хосен
- Майкъл Рабин
- Миша Елман
- Йозеф Сигети
- Пинкас Цукерман
- Владимир Спиваков
- Васко Абаджиев
- Марина Димитрова
- Бронислав Хуберман
- Иври Гитлис
- Георг Куленкампф
- Вацлав Пшихода
- Васко Василев
- Чавдар Парашкевов
- Марк Дъмонт